# Kreis Viljandi

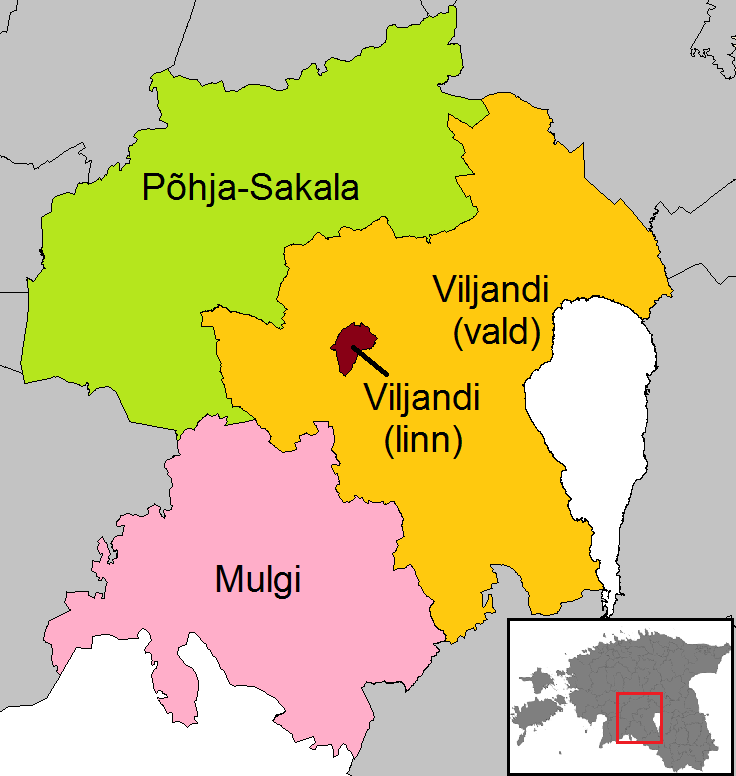
Städte und Gemeinden im Kreis Viljandi

Der Kreis Viljandi (estnisch Viljandi maakond oder Viljandimaa) ist ein Landkreis (maakond) in Estland.

## Geografie
Viljandi liegt im Süden Estlands und grenzt an die Kreise Pärnu, Järva, Jõgeva, Tartu und Valga. 

## Städte und Gemeinden
Der Kreis Viljandi setzt sich seit der Verwaltungsreform 2017 aus einer Stadt und drei Landgemeinden zusammen.

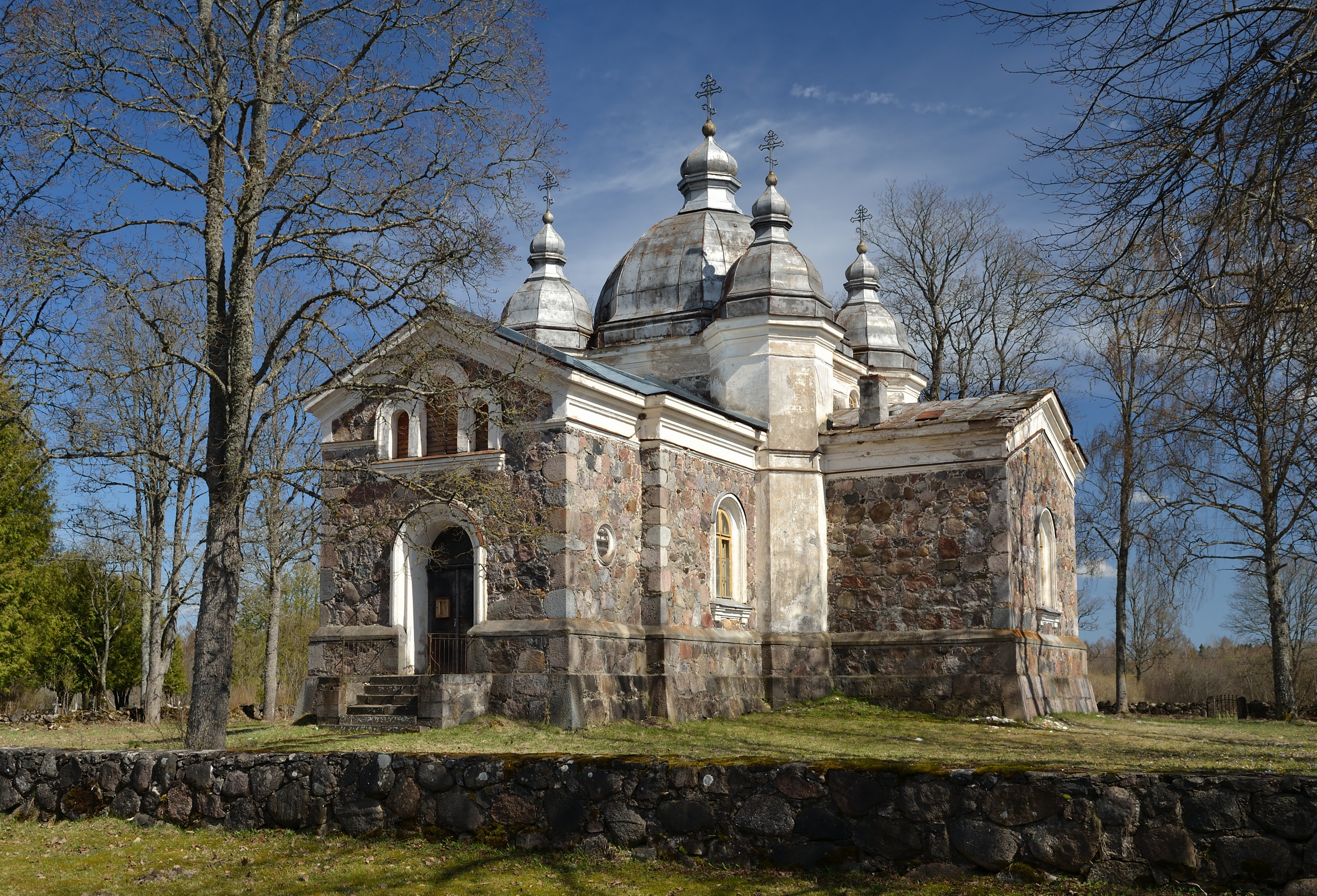
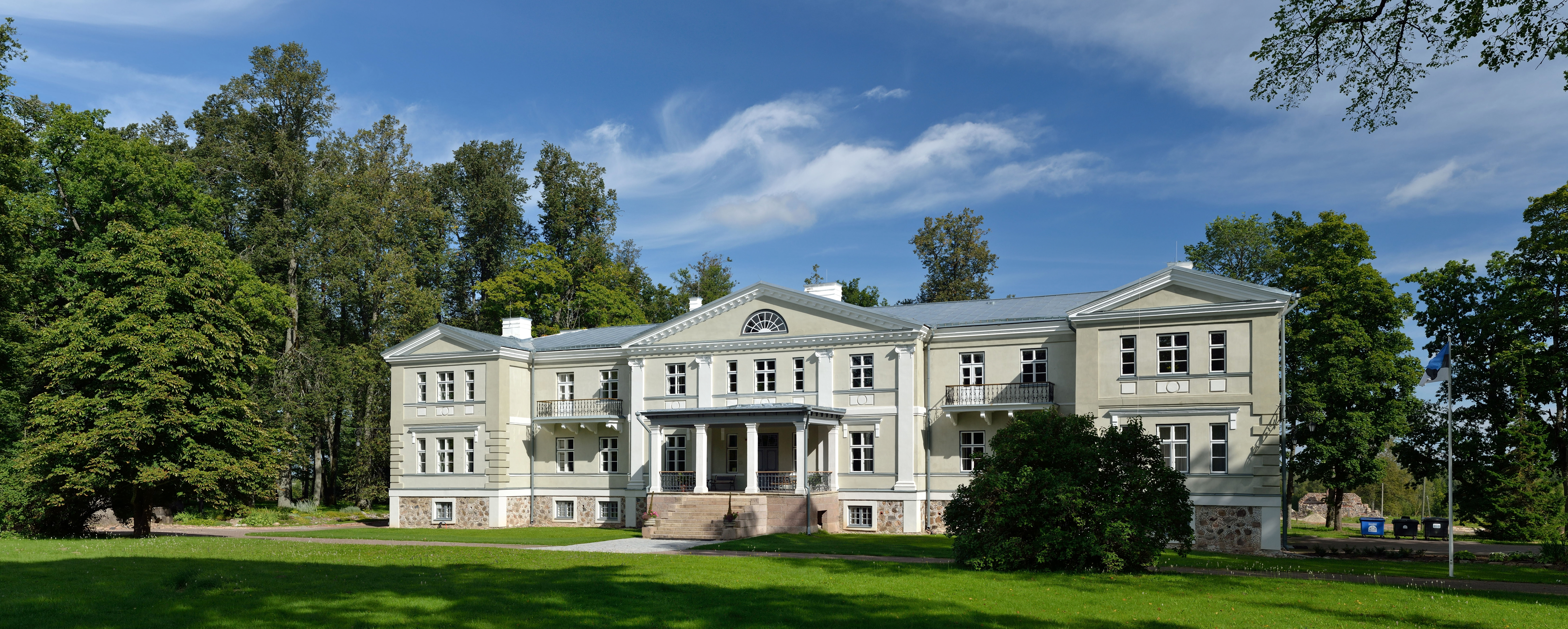
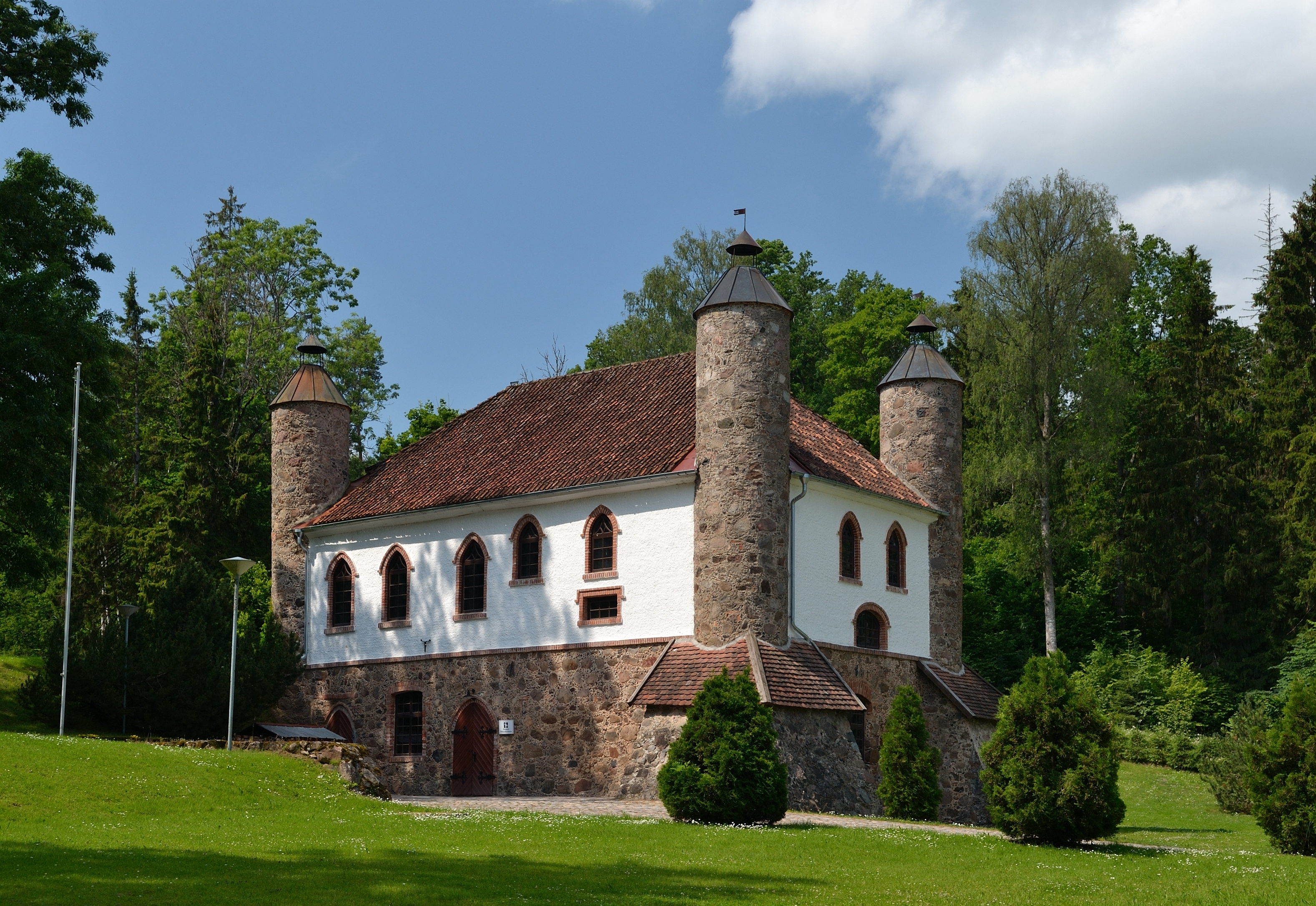
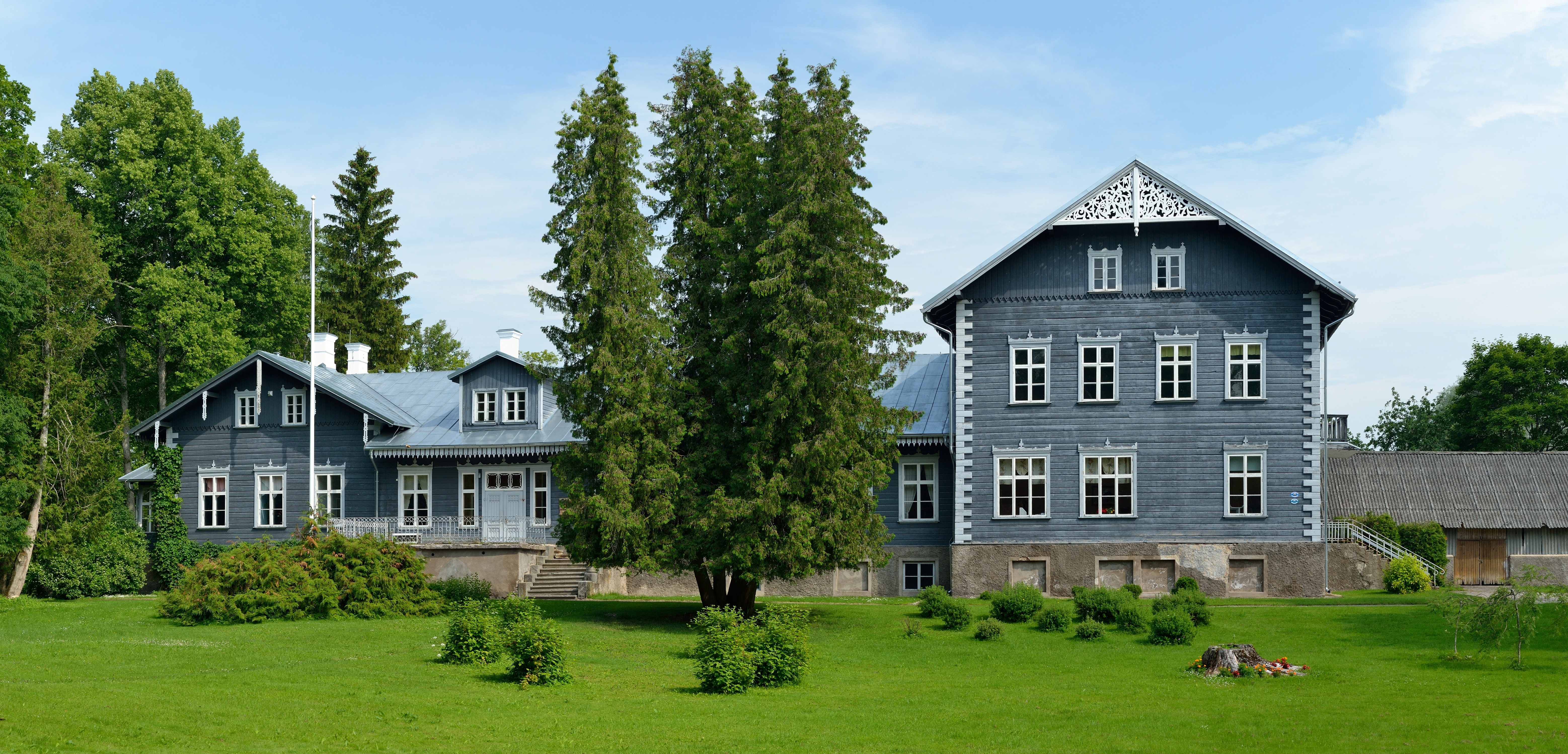
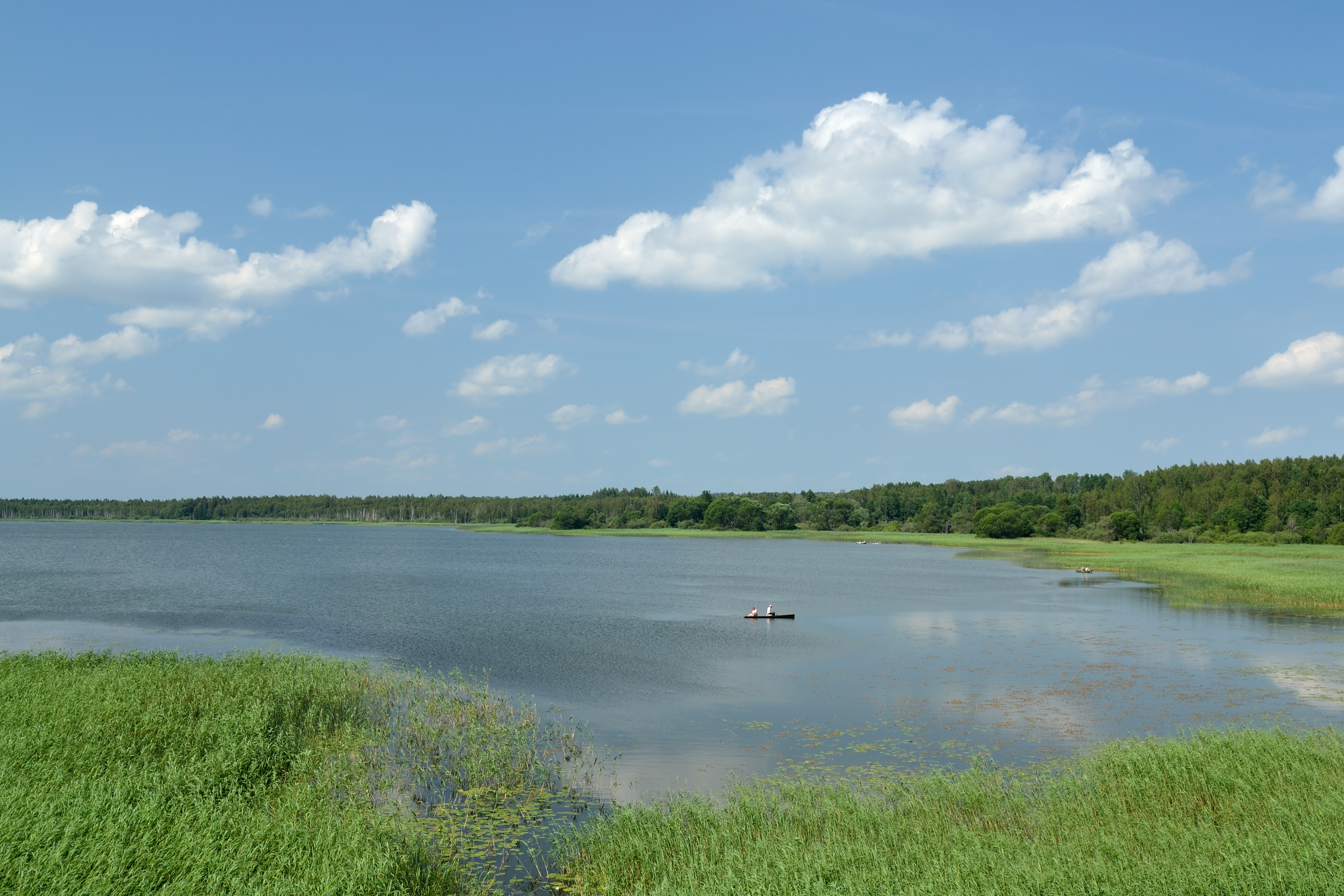

| Städte 1. Viljandi | Gemeinden 1. Viljandi 2. Mulgi 3. Põhja-Sakala |